# شاهزاده فوشیمی سادانارو
شاهزاده فوشیمی سادانارو (به ژاپنی: 伏見宮貞愛親王, Fushimi-no-miya Sadanaru-Shinnō)؛ ۹ ژوئن ۱۸۵۸ – ۴ فوریهٔ ۱۹۲۳) سیاستمدار اهل ژاپن بود.
وی همچنین برندهٔ جوایزی همچون نشان گنجینه مقدس و نشان بادبادک طلایی شده است.